# Semaphorin-4D
Semaphorin-4D (synonym CD100) ist ein Oberflächenprotein aus der Gruppe der Semaphorine.

## Eigenschaften
Semaphorin-4D wird in der Skelettmuskulatur, peripheren Lymphozyten, der Milz, dem Thymus und in geringerem Umfang in den Hoden, im Gehirn, in der Niere, dem Dünndarm, der Prostata, dem Herzen, der Lunge, dem Pankreas, nicht aber im Enddarm und der Leber exprimiert. Es ist ein GTPase-aktivierendes Protein und der Rezeptor für PLXN1B, PLXNB2 und beteiligt an der Signaltransduktion zwischen Zellen. Weiterhin leitet eine Aktivierung die Änderung des Aktin-Zytoskeletts und eine Polarisation der Wachstumsrichtung von Axonen ein. Semaphorin-4D ist zudem an der Zellmigration von Granulazellen des Cerebellums und von Endothelzellen beteiligt. Die Signaltransduktion erfolgt über Src, PTK2B/PYK2, Phosphatidylinositol-3-Kinase und über AKT1. Im Immunsystem ist Semaphorin-4D an der Aktivierung von T-Zellen, der Induktion von Antikörpern und der Bildung von Zellkontakten beteiligt. Semaphorin-4D bindet an CD72. Es ist ein Homodimer, glykosyliert und phosphoryliert.